# 富士シリシア化学
富士シリシア化学株式会社（ふじシリシアかがく）は、日本の化学製品メーカー。本社は愛知県春日井市。

## 概要
シリカゲルを始めとする二酸化ケイ素（シリカ）関連製品の専業メーカー。現在日本国内に本社を含め4営業所・3工場・テクニカルセンター2ヶ所、アメリカに1営業所・1工場を構える。そのほかスイス・イタリアにも現地法人を構える。

## 沿革

### 母体企業
- 1931年 高橋水硝子製造所、大阪市にて創業。
- 1951年 富士珪曹、東京都にて創業。
- 1957年 高蔵寺化学工業、愛知県春日井市にて創業。
- 1961年 高橋水硝子製造所、富士珪曹、名化工業の3社が合併して富士化学が発足。

### 会社設立以後
- 1965年 富士化学のシリカゲル部門の営業権を譲渡された有限会社富士が、米国W.R.GRACE社と対等出資で富士デヴィソン化学を設立。
- 1993年 W.R.GRACEが撤退し、社名を現在の「富士シリシア化学」に変更。またそれに伴いアメリカに現地法人を設立。
- 1999年 スイスに現地法人を設立。
- 2000年 イタリアにAusimont S.p.A.(現Solvay S.A.)との合弁でSILYSIAMONT S.p.Aを設立。

## プロ野球との関係
同社はシリカ専業の化学製品メーカーでありながらプロ野球とのつながりが深く、プロ野球で使われる木製バット用の乾燥剤・収納ケースなどを手がけている。
元々のきっかけは、1985年に当時ロッテ・オリオンズのコーチだった広野功から「バットを湿気から守りたい」という相談を受けたのが最初で、同社ではその相談を受けてバットの含水率を常に8%程度に保つ調湿剤とケースをセットで提供した。その第1号利用者となったのが当時ロッテ所属だった落合博満である。落合が同年と翌1986年に2年連続でパリーグの三冠王を獲得したことから、一気にその有用性がプロ野球界で広まったと言われる。
同社の調湿剤とバットケースは、イチローや立浪和義、谷繁元信など多くの選手に提供されているが、基本的には同社の高橋誠治社長が「これと見込んだ選手だけに提供する」製品であり、一般への市販予定はない。過去にもスポーツ用品メーカーから商品化の打診を受けたことがあるが、それらは全て断っているとのこと。